# Peter Dvorský

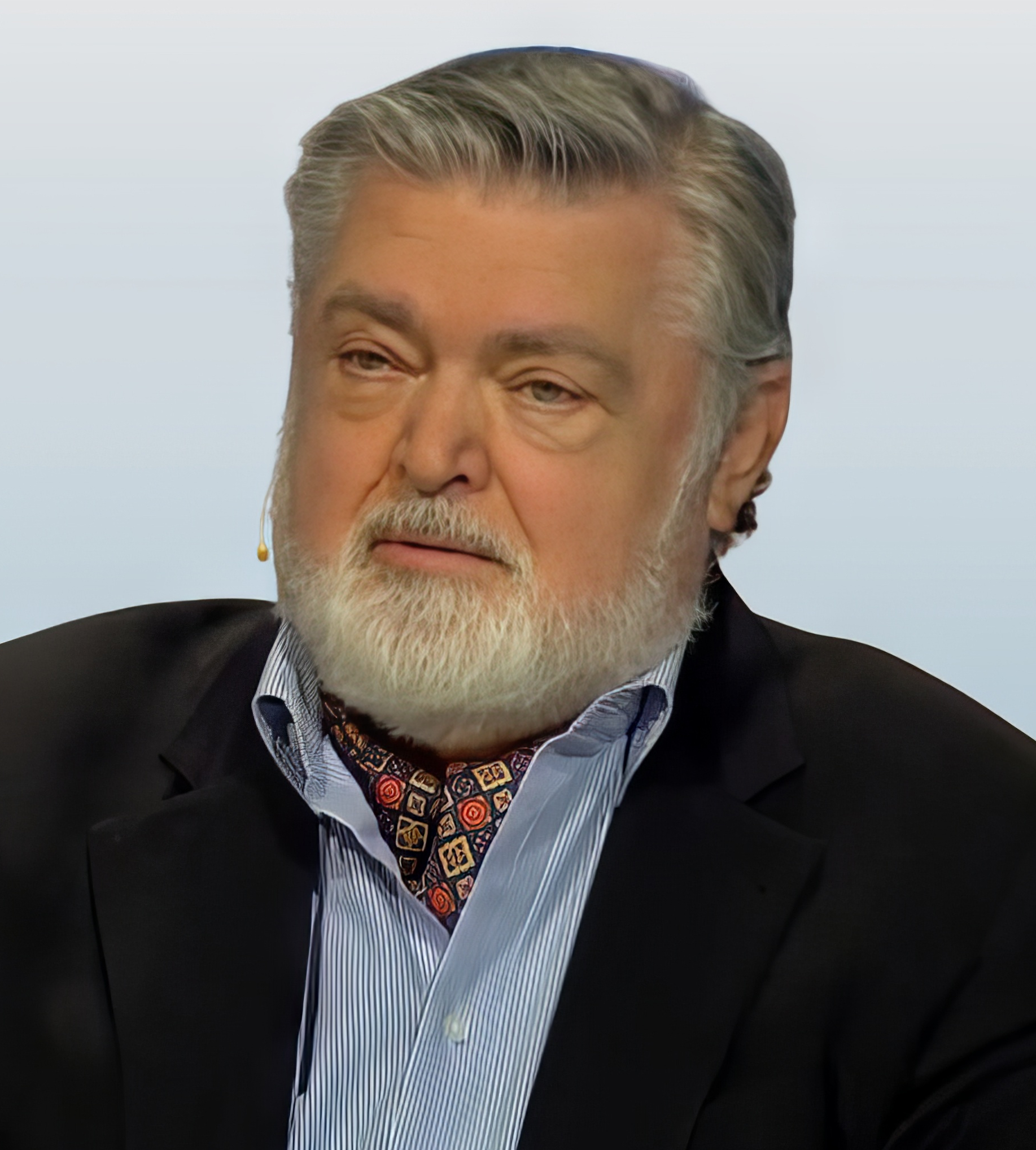
Peter Dvorský, vor 2023

Peter Dvorský (* 25. September 1951 in Partizánske, Tschechoslowakei) ist ein slowakischer Opernsänger (Tenor).

## Leben
Dvorský studierte an der Comenius-Universität Bratislava bei der Gesangspädagogin Ida Černecká, anschließend wirkte er am Slowakischen Nationaltheater. Im Jahr 1974 gewann er einen Preis beim internationalen Tschaikowski-Wettbewerb in Moskau. In den folgenden Jahren wurde er international bekannt. Ausgehend von der Wiener Staatsoper (Debüt 1976), folgten weitere Auftritte an internationalen Opernbühnen. Im Jahr 1977 debütierte er als Alfredo in „La traviata“ an der New Yorker Metropolitan Opera und ein Jahr später an der Mailänder Scala.
Dvorský war unter anderem Nationalkünstler und Staatspreisträger der ČSSR und wurde 1987 zum Kammersänger der Wiener Staatsoper ernannt. Im Jahr 1998 wurde er UNICEF-Botschafter der Slowakei.
Seit 2006 leitet Dvorský das Opernhaus der slowakischen Stadt Košice sowie seit 1999 das Internationale Peter Dvorsky Festival in Jaroměřice nad Rokytnou. Im Jahr 2012 erhielt er den CENTROPE-Preis für den Kinder-Songwettbewerb "Slávik Slovenska" (Nachtigall der Slowakei), den er internationalisierte.